# Басов, Павел Николаевич
Па́вел Никола́евич Ба́сов (1840—1889) — генерал-майор, начальник Закаспийской железной дороги.

## Биография
Родился в 1840 году.
Образование получил в Константиновском военном училище, из которого выпущен 30 июня 1858 года во 2-ю артиллерийскую бригаду. Далее прошёл курс наук в Николаевской академии Генерального штаба, был выпущен в 1864 году и вернулся в свою часть. В 1866 году переведён в Генеральный штаб и последовательно состоял при штабах военных округов: Финляндского, Сибирского и Одесского, причём в Одесском военном округе заведовал передвижением войск по железным дорогам.
30 августа 1872 года получил чин подполковника, 30 августа 1875 года произведён в полковники. В 1878 году несколько месяцев был начальником штаба 5-й кавалерийской дивизии, затем в том же году получил в командование 1-й железнодорожный батальон, а в следующем году — 7-й гренадерский Самогитский полк.
Произведённый 13 декабря 1886 года в генерал-майоры, управлял Закаспийской железной дорогой, в 1889 году назначен начальником штаба 6-го армейского корпуса и, находясь в этой должности, скончался в 1889 году.
Среди прочих наград Басов имел ордена:
- Орден святого Станислава 2-й степени (1872 год)
- Орден Святой Анны 2-й степени (1874 год)
- Орден Святого Владимира 3-й степени (1881 год)